# Brennan Jackson
Brennan Jackson (Montgomery, 14 ottobre 2000) è un giocatore di football americano statunitense che milita nel ruolo di defensive end per i Los Angeles Rams della National Football League (NFL).

## Carriera universitaria
Nella sua prima stagione a Washington State nel 2019, Jackson mise a segno un tackle. Nella prima partita della stagione 2020 totalizzò 7 placcaggi e 0,5 sack nella vittoria per 38–28 su Oregon State. Chiuse la sua seconda annata con 19 tackle, 3,5 dei quali con perdita di yard, 1,5 sacks e un fumble forzato. Nella settimana 5 della stagione 2021, Jackson disputò una delle sue migliori gare nel college football totalizzando 4 tackle, 2 sack e un passaggio deviato nella vittoria su California 21–6. Per questa prestazioni fu premiato come miglior defensive lineman della settimana della Pac-12 Conference, il primo giocatore dei Cougars a ricevere tale riconoscimento. La settimana successiva mise a segno il suo primo intercetto su un passaggio deviato di Chance Nolan, nella vittoria su Oregon State 31-24. Nella settimana 7 ebbe 6 tackle, un sack e il fumble recuperato che diede la vittoria alla sua squadra su Stanford 34–31. Per la seconda volta fu nominato defensive lineman della Pac-12 della settimana. Chiuse la stagione 2021 con 43 placcaggi, di cui 6,5 con perdita di yard, 4,5 sack, 2 passaggi deviati e un intercetto.
Nella settimana 11 della stagione 2022, Jackson mise a referto 5 tackle, 2 sack e forzò un fumble sul quarterback Trenton Bourguet, contribuendo alla vittoria di Washington State su Arizona State 28-18 che permise alla squadra di qualificarsi per i bowl di fine stagione. Ancora una volta fu premiato come defensive lineman della settimana della Pac-12. Chiuse la stagione 2022 con 41 tackle, di cui 12 con perdita di yard, 6 sack, 3 passaggi deviati e un fumble forzato, venendo inserito nella seconda formazione ideale della Pac-12. Nel 2023 fu nuovamente inserito nella seconda formazione ideale della conference.

## Carriera professionistica

### Los Angeles Rams
Jackson fu scelto nel corso del quinto giro (154º assoluto) del Draft NFL 2024 dai Los Angeles Rams. Nella sua prima stagione mise a segno 3 placcaggi e un passaggio deviato in 7 presenze, di cui una come titolare.